# Maraye-en-Othe
Maraye-en-Othe é uma comuna francesa na região administrativa de Grande Leste, no departamento de Aube. Estende-se por uma área de 42,32 km². Em 2010 a comuna tinha 449 habitantes (densidade: 10,6 hab./km²).